# Ileopeltus ventriculus
Ileopeltus ventriculus är en insektsart som beskrevs av Paul S. Cwikla 1988. Ileopeltus ventriculus ingår i släktet Ileopeltus och familjen dvärgstritar. Inga underarter finns listade i Catalogue of Life.